# SN 1999dj
SN 1999dj – supernowa typu II odkryta 8 sierpnia 1999 roku w galaktyce UGC 1258. W momencie odkrycia miała maksymalną jasność 17,80m.